# Gudrun Antemar
Gudrun Birgitta Elvira Antemar, född i Umeå 27 januari 1958, är en svensk ämbetsman. Hon var sedan den 1 mars 2017 till den 1 april 2024 lagman vid Stockholms tingsrätt. Hon var dessförinnan, sedan 2013, lagman vid Förvaltningsrätten i Stockholm. 
Gudrun Antemar är dotter till kyrkoherden i Nyköpings Alla Helgona församling Karl-Erik Antemar  och Monika Jonsson. Hon blev jur.kand. vid Stockholms universitet 1981 och gjorde därefter sin notarietjänstgöring vid Västerås 1982-1984. Därefter vidtog arbete vid advokatbyrå och som anställd i olika funktioner vid Huddinge tingsrätt samt i Svea hovrätt 1985-1990. Hon var kansliråd och rättssakkunnig i Justitiedepartementet 1995-1998 och rådman i Stockholms tingsrätt 1998-2000. Antemar tjänstgjorde därefter hos Riksåklagaren, från 2000 som byråchef och 2002-2004 som chefsjurist. Mellan 1 april 2004 och 31 maj 2010 var hon generaldirektör och chef för Ekobrottsmyndigheten. Från 1 juli 2010 till 15 oktober 2013 var Gudrun Antemar riksrevisor.
Gudrun Antemar ledde på regeringens uppdrag Trafikuppgiftsutredningen, som den 7 november 2007 överlämnade sitt betänkande om hur EU:s datalagringsdirektiv ska implementeras i svensk lagstiftning. Hon är en av dem som fick särskilda uppdrag av justitieministern i regeringens mobilisering mot den grova organiserade brottsligheten. Uppdraget om förverkande och återförande av brottsvinster var ett led i kampen mot den grova organiserade brottsligheten och redovisades den 30 april 2008.